# Mezinárodní federace zemědělských novinářů
Mezinárodní federace zemědělských novinářů (IFAJ) je profesní sdružení zemědělských novinářů a pracovníků v zemědělské komunikaci. IFAJ je nepolitická organizace. Má více než 5 000 členů v 55 zemích.
IFAJ byla založena v Paříži ve Francii v roce 1956 jako Union internationale des journalistes agricoles (UJA). Současnou předsedkyní je Lena Johanssonová (Švédsko), která je předsedkyní od roku 2020.